# Omphaletis sarcomorpha
Omphaletis sarcomorpha là một loài bướm đêm trong họ Noctuidae.